# Albret Skeel til Hegnet
 Der er flere personer med dette navn, se Albret Skeel.
Albert Skeel (død 28. november 1568) til Hegnet var en dansk adelsmand.
Hegnet arvede han efter sin far Anders Skeel; Moderen hed Karen Flemming. Han ejede den i mange år i fællesskab med sin broder Jacob Skeel, og ejede endvidere Rostrup i Thy, ligeledes fædrenearv, Hammelmose, som han 1541 mageskiftede sig til fra kronen, og Gjendrup, som han 1542 tilgiftede sig med sin hustru, Kirsten Christensdatter Sandberg. Denne sidste gård nedbrød han og oprettede i stedet en ny hovedgård, Fussingholm, der snart efter omdøbtes til Fussingø. Albert Skeel nævnes i den store reces i 1536  , var 1539 selv fjerde beskikket at taxere bøndernes gods Vendsyssel i anledning af disses deltagelse i Grevens Fejde. Han tjente 1545-47 som skibshøvedsmand og deltog 1548 i det store brudetog til Meissen. Samtidig havde han efterhånden haft en større række forleninger: Irup Len 1537-40, Børglum Kloster 1540-57, det lille Manneby Len fra 1540 til sin død, Bøvling Herred 1558-61, Hind- og Ulfborg Herreder 1558-60. 1558 fik han end videre tilladelse at indløse fra sine medarvinger Smerupgård, som alt faderen i mange år havde haft i pant af kronen. I sine senere år havde han derimod ingen større len, formodentlig en følge af, at han som adskillige andre havde undslået sig for at modtage det ridderslag, hvormed Frederik 2. efter sin
tronbestigelse vilde hædre dem. 1563 indkaldtes han på ny til tjeneste til søs og blev chef for orlogsskibet Mercuriusi den flåde Peder Skram førte. Han deltog som sådan i den 2 timers
kamp under Øland i september, men udmærkede sig ikke. Tvært imod blev han året efter tiltalt for sit forhold, idet han beskyldtes for at have holdt sit skib utilbørlig tilbage under kampen; men da han kunde påberåbe sig at have handlet efter sin admirals udtrykkelige ordre, døde sagen hen. Til søs kom han dog
ikke mere, hvorimod han nævnes som høvedsmand for udbuddet af Hald Len 1565. Han døde 28. november 1568 i Roskilde, hans enke få år efter, 8. februar 1572.

## Eksterne kilder og henvisninger
1. ↑  www.danmarkshistorien.dk

- Tekst efter Anders Thiset i Dansk Biografisk Leksikon på Projekt Runeberg, der angiver denne kilde:
  - V. S. Skeel: Familien Skeel side 66 ff.; Suppl. S. 21 ff.
- Om Albert Skeel på Skeel.info Arkiveret 21. juli 2011 hos  Wayback Machine
- Nogle gange nævnt som Albret Skeel Arkiveret 9. august 2010 hos  Wayback Machine